# Campeonato Mundial Júnior de Patinação Artística no Gelo de 1992
O Campeonato Mundial Júnior de Patinação Artística no Gelo de 1992 foi a décima sétima edição do Campeonato Mundial Júnior de Patinação Artística no Gelo, um evento anual de patinação artística no gelo organizado pela União Internacional de Patinação (em inglês:  International Skating Union) onde os patinadores artísticos competem pelo título de campeão mundial júnior. A competição foi disputada entre os dias 28 de novembro e 1 de dezembro de 1991, na cidade de Hull, Quebec, Canadá.

## Eventos
- Individual masculino
- Individual feminino
- Duplas
- Dança no gelo

## Medalhistas
| Evento                        | Ouro                                                        | Prata                                                    | Bronze                                                    |
| Individual masculino detalhes | Dmitri Dmitrenko · União Soviética                          | Konstantin Kostin · União Soviética                      | Damon Allen · Estados Unidos                              |
| Individual feminino detalhes  | Laetitia Hubert · França                                    | Lisa Ervin · Estados Unidos                              | Chen Lu · China                                           |
| Duplas detalhes               | Natalia Krestianinova · Alexei Torchinski · União Soviética | Caroline Haddad · Jean-Sébastien Fecteau · Canadá        | Svetlana Pristav · Vacheslav Tkatchenko · União Soviética |
| Dança no gelo detalhes        | Marina Anissina · Ilia Averbukh · União Soviética           | Yaroslava Nechaeva · Yuri Chesnichenko‎ · União Soviética | Amelie Dion · Alexandre Alain · Canadá                    |

## Resultados

### Individual masculino
| Pos.              | Nome                  | Nacionalidade   |
| ----------------- | --------------------- | --------------- |
| Medalha de ouro   | Dmitri Dmitrenko      | União Soviética |
| Medalha de prata  | Konstantin Kostin     | União Soviética |
| Medalha de bronze | Damon Allen           | Estados Unidos  |
| 4                 | Evgeni Pliuta         | União Soviética |
| 5                 | Gilberto Viadana      | Itália          |
| 6                 | Patrick-René Reinhard | Alemanha        |
| 7                 | Fumihiro Oikawa       | Japão           |
| 8                 | Ryan Hunka            | Estados Unidos  |
| 9                 | Jeffrey Langdon       | Canadá          |
| 10                | Michael Tyllesen      | Dinamarca       |
| 11                | Luiz Mariano Taifas   | Romênia         |
| 12                | Gaku Aiyoshi          | Japão           |
| 13                | Stanick Jeannette     | França          |
| 14                | Zbigniew Komorowski   | Polônia         |
| 15                | Stephane Morel        | França          |
| 16                | Gabriel Monnier       | França          |
| 17                | Mirko Müller          | Alemanha        |
| 18                | Ashley Wilson         | Austrália       |
| 19                | Clive Shorten         | Reino Unido     |
| 20                | Markus Leminen        | Finlândia       |
| 21                | Ivo Frycer            | Tchecoslováquia |
| 22                | Dino Quattrocecere    | África do Sul   |
| 23                | Szablocs Vidrai       | Hungria         |
| 24                | Jonathan Nunze        | Espanha         |

### Individual feminino
| Pos.              | Nome                  | Nacionalidade   |
| ----------------- | --------------------- | --------------- |
| Medalha de ouro   | Laetitia Hubert       | França          |
| Medalha de prata  | Lisa Ervin            | Estados Unidos  |
| Medalha de bronze | Chen Lu               | China           |
| 4                 | Alice Sue Claeys      | Bélgica         |
| 5                 | Nadeshda Kovalevskaya | União Soviética |
| 6                 | Susanne Mildenberger  | Alemanha        |
| 7                 | Netty Kim             | Canadá          |
| 8                 | Kumiko Koiwai         | Japão           |
| 9                 | Xin Liu               | China           |
| 10                | Irena Zemanová        | Tchecoslováquia |
| 11                | Kaisa Kella           | Finlândia       |
| 12                | Kristina Lipko        | União Soviética |
| 13                | Marie-Pierre Leray    | França          |
| 14                | Joanna Ng             | Estados Unidos  |
| 15                | Viktoria Dimitrova    | Bulgária        |
| 16                | Nathalie Krieg        | Suíça           |
| 17                | Anna Rechnio          | Polônia         |
| 18                | Kateřina Beránková    | Tchecoslováquia |
| 19                | Tamara Kuchiki        | Estados Unidos  |
| 20                | Cathrin Degler        | Alemanha        |
| 21                | Stepanie Ferrer       | França          |
| 22                | Emma Warmington       | Reino Unido     |
| 23                | Katia Avesani         | Itália          |
| 24                | Jane Rolek            | Austrália       |

### Duplas
| Pos.              | Nome                                       | Nacionalidade   |
| ----------------- | ------------------------------------------ | --------------- |
| Medalha de ouro   | Natalia Krestianinova / Alexei Torchinski  | União Soviética |
| Medalha de prata  | Caroline Haddad / Jean-Sébastien Fecteau   | Canadá          |
| Medalha de bronze | Svetlana Pristav / Vacheslav Tkatchenko    | União Soviética |
| 4                 | Aimee Offner / Brian Helgenberg            | Estados Unidos  |
| 5                 | Julie Laporte / David Pelletier            | Canadá          |
| 6                 | Nicole Sciarrotta / Gregory Sciarrotta Jr. | Estados Unidos  |
| 7                 | Elena Vlasenko / Sergei Ostrij             | União Soviética |
| 8                 | Victoria Pearce / Clive Shorten            | Reino Unido     |
| 9                 | Tristan Colell / John Baldwin Jr.          | Estados Unidos  |
| 10                | Agnieszka Pihut / Marek Osowski            | Polônia         |

### Dança no gelo
| Pos.              | Nome                                            | Nacionalidade   |
| ----------------- | ----------------------------------------------- | --------------- |
| Medalha de ouro   | Marina Anissina / Ilia Averbukh                 | União Soviética |
| Medalha de prata  | Yaroslava Nechaeva / Yuri Chesnichenko          | União Soviética |
| Medalha de bronze | Amelie Dion / Alexandre Alain                   | Canadá          |
| 4                 | Elena Grushina / Ruslan Goncharov               | União Soviética |
| 5                 | Martine Michaud / Sylvain Leclerc               | Canadá          |
| 6                 | Virginie Vullemin / Remi Jacquemard             | França          |
| 7                 | Radmila Chrobokova / Tomas Strondala            | Tchecoslováquia |
| 8                 | Kati Winkler / René Lohse                       | Alemanha        |
| 9                 | Berangero Nau / Luo Morieger                    | França          |
| 10                | Christina Fitzgerald / Mark Fitzgerald          | Estados Unidos  |
| 11                | Sylwia Nowak / Sebastian Kolasiński             | Polônia         |
| 12                | Daria-Larissa Maritczak / Ihor-Andrij Maritczak | Áustria         |
| 13                | Lisa Dunn / John Dunn                           | Reino Unido     |
| 14                | Barbara Piton / Benjamin Delmas                 | França          |
| 15                | Enikő Berkes / Szilárd Tóth                     | Hungria         |
| 16                | Claudia Frigoli / Maurizio Margaglio            | Itália          |
| 17                | Clarissa Meazzi / Gianoario Semplicini          | Itália          |
| 18                | Yuki Habuki / Akiyuki Kido                      | Japão           |
| 19                | Nicole Dumonceaux / John Reppucci               | Estados Unidos  |
| 20                | Tina Lai / Wayne Lai                            | Taipé Chinesa   |

## Quadro de medalhas
| Ordem | País            | Medalha de ouro | Medalha de prata | Medalha de bronze |    | Ordem por total |
| ----- | --------------- | --------------- | ---------------- | ----------------- | -- | --------------- |
| 1     | União Soviética | 3               | 2                | 1                 | 4  | 1               |
| 2     | França          | 1               |                  |                   | 1  | 4               |
| 3     | Canadá          |                 | 1                | 1                 | 2  | 2               |
| 3     | Estados Unidos  |                 | 1                | 1                 | 2  | 2               |
| 5     | China           |                 |                  | 1                 | 1  | 4               |
| TOTAL | TOTAL           | 4               | 4                | 4                 | 12 | —               |